# Crunchyroll Anime Awards 2020
Die Verleihung der vierten Crunchyroll Anime Awards fanden am 15. Februar 2020 im Rahmen einer Onlineveranstaltung statt.
Im Vergleich zu den vergangenen Veranstaltungen wurde die Jury für die Verleihung im Vorfeld ausgeweitet, sodass diese erstmals auch aus internationalen Persönlichkeiten bestand.
Die Nominierungen wurden am 10. Januar 2020 angekündigt und die Abstimmungsphase gestartet, die am 17. Januar endete. Als Moderatoren konnten der WWE-Wrestler Xavier Woods und Tim Lyu gewonnen werden.
Vergeben wurden Preise in 18 Kategorien: Bestes Paar, Bester Soundtrack, Bestes Drama und  Beste Comedy wurden wieder in die Kategorienliste aufgenommen. Zudem wurde erstmals ein Preis in der Kategorie Bester Fantasy verliehen. Die Kategorien Bester Film und Beste fortlaufende Serie hingegen wurden für die Verleihung bei den vierten Crunchyroll Awards gestrichen.
Demon Slayer, Devilman Crybaby und Carole & Tuesday wurden in jeweils neun Kategorien nominiert. Erstere und Kaguya-sama: Love is War gewannen mit jeweils drei Preisen die meisten Auszeichnungen.
Während der einwöchigen Abstimmungsphase wurden weltweit elf Millionen Stimmen abgegeben.

## Preisträger und Nominierte
| Kategorie                    | Preisträger                                                                                         | außerdem nominiert |
| ---------------------------- | --------------------------------------------------------------------------------------------------- | --- |
| Anime des Jahres             | Demon Slayer: Kimetsu no Yaiba                                                                      | Carole & Tuesday Demon Slayer: Kimetsu no Yaiba Mob Psycho 100 II O Maidens in Your Savage Season The Promised Neverland Vinland Saga |
| Beste Animation              | Mob Psycho 100 II                                                                                   | Attack on Titan S3 Demon Slayer: Kimetsu no Yaiba Fate/Grand Order Absolute Demonic Front: Babylonia Mob Psycho 100 II Sarazanmai Vinland Saga |
| Beste Regie                  | Tetsuro Araki (Chief Director) – Attack on Titan S3 Masashi Koizuka (Director) – Attack on Titan S3 | Tetsuro Araki – Attack on Titan S3 Kiyotaka Suzuki – BABYLON Shinichiro Watanabe & Motonobu Hori – Carole & Tuesday Yuzuru Tachikawa – Mob Psycho 100 II Kunihiko Ikuhara – Sarazanmai Shuhei Yabuta – Vinland Saga |
| Bestes Charakterdesign       | Satoshi Iwataki – Dororo                                                                            | Tsunemori Saito – Carole & Tuesday Satoshi Iwataki – Dororo Yuko Iwasa – Dr. Stone Yuko Yahiro – Kaguya-sama: Love is War Kayoko Ishikawa – Sarazanmai Takahiro Abiru – Vinland Saga |
| Bester Soundtrack            | Mocky – Carole & Tuesday                                                                            | Hiroyuki Sawano – Attack on Titan S3 Mocky – Carole & Tuesday Go Shiina & Yuki Kajiura – Demon Slayer: Kimetsu no Yaiba Tatsuya Kato – Dr. Stone Yugo Kanno – JoJo’s Bizarre Adventure: Golden Wind Kevin Penkin – The Rising of the Shield Hero                                                                        |
| Beste Kampfszene             | Tanjiro & Nezuko vs. Rui (Demon Slayer: Kimetsu no Yaiba)                                           | Emperor Crimson vs. Metallic (JoJo’s Bizarre Adventure: Golden Wind) Levi vs. Beast Titan (Attack on Titan S3) Mob vs. Toichiro (Mob Psycho 100 II) Tanjiro & Nezuko vs. Rui (Demon Slayer: Kimetsu no Yaiba) Ushiwakamaru vs. Tiamat (Fate/Grand Order Absolute Demonic Front: Babylonia)                              |
| Bestes Paar                  | Kaguya Shinomiya & Miyuki Shirogane (Kaguya-sama: Love is War)                                      | Baki Hanma & Kozue Matsumoto (Baki) Kaguya Shinomiya & Miyuki Shirogane (Kaguya-sama: Love is War) Mafuyu Sato & Ritsuka Uenoyama (Given) Reo & Mabu (Sarazanmai) Rika Zonazaki & Shun Amagi (O Maidens in Your Savage Season) Ymir & Historia (Attack on Titan S3)                                                     |
| Bester Protagonist           | Senku (Dr. Stone)                                                                                   | Emma (The Promised Neverland) Hyakkimaru (Dororo) Saitama (One-Punch Man S2) Senku (Dr. Stone) Tanjiro Kamado (Demon Slayer: Kimetsu no Yaiba) Tohru Honda (Fruits Basket) |
| Bester Antagonist            | Isabella (The Promised Neverland)                                                                   | Ai Magase (BABYLON) Angela (Carole & Tuesday) Askeladd (Vinland Saga) Garō (One-Punch Man S2) Isabella (The Promised Neverland) Overhaul (My Hero Academia S4) |
| Bester Junge                 | Tanjiro Kamado (Demon Slayer: Kimetsu no Yaiba)                                                     | Bruno Bucciarati (JoJo’s Bizarre Adventure: Golden Wind) Hyakkimaru (Dororo) Kanata Hoshijima (Astra Lost in Space) Naruzō Machio (How Heavy Are the Dumbells You Lift?) Shigeo „Mob“ Kageyama (Mob Psycho 100 II) Tanjiro Kamado (Demon Slayer: Kimetsu no Yaiba)                                                      |
| Bestes Mädchen               | Raphtalia (The Rising of the Shield Hero)                                                           | Carole (Carole & Tuesday) Chika Fujiwara (Kaguya-sama: Love is War) Emma (The Promised Neverland) Kohaku (Dr. Stone) Nezuko Kamado (Demon Slayer: Kimetsu no Yaiba) Raphtalia (The Rising of the Shield Hero) |
| Bester Synchronsprecher (JP) | Yūichi Nakamura als Bruno Bucciarati (JoJo’s Bizarre Adventure: Golden Wind)                        | Mamoru Miyano als Reo Niiboshi (Sarazanmai) Saori Hayami als Shinobu Kocho (Demon Slayer: Kimetsu no Yaiba) Yūichi Nakamura als Bruno Bucciarati (JoJo’s Bizarre Adventure: Golden Wind) Yukino Satsuki als Ai Magase (BABYLON) Yūko Kaida als Isabella (The Promised Neverland) Yūsuke Kobayashi als Senku (Dr. Stone) |
| Bester Synchronsprecher (EN) | Billy Kametz als Naofumi Iwatani (The Rising of the Shield Hero)                                    | Kyle McCarley als Shigeo (Mob Psycho 100 II) Laura Bailey als Tohru Honda (Fruits Basket) Erica Mendez als Retsuko (Aggretsuko) Billy Kametz als Naofumi Iwatani (The Rising of the Shield Hero) Faye Mata als Aqua (KonoSuba) Casey Mongillo als Shinji (Neon Genesis Evangelion)                                      |
| Bestes Opening               | Mob Choir feat. sajō no hana – 99.9% (Mob Psycho 100 II)                                            | Nai Br.XX & Celeina Ann – Kiss Me (Carole & Tuesday) Minami – Kawaki wo Ameku (Domestic Girlfriend) Mrs. GREEN APPLE – Inferno (Fire Force) Mob Choir feat. sajō no hana – 99.9% (Mob Psycho 100 II) UVERworld – Touch Off (The Promised Neverland) Survive Said the Prophet – Mukanjyo (Vinland Saga)                  |
| Bestes Ending                | Konami Kohara – Chikatto Chika Chikaa♡ (Kaguya-sama: Love is War)                                   | Nai Br.XX & Celeina Ann – Hold Me Now (Carole & Tuesday) amazarashi – Sayonara Gokko (Dororo) Keina Suda – veil (Fire Force) Konami Kohara – Chikatto Chika Chikaa♡ (Kaguya-sama: Love is War) the peggies – Stand by me (Sarazanmai) Aimer – Torches (Vinland Saga)                                                    |
| Bester Fantasy               | The Promised Neverland                                                                              | Ascendance of a Bookworm Astra Lost in Space Attack on Titan S3 Demon Slayer: Kimetsu no Yaiba Sarazanmai The Promised Neverland |
| Bestes Drama                 | Vinland Saga                                                                                        | BABYLON Carole & Tuesday Fruits Basket Stars Align The Promised Neverland Vinland Saga |
| Beste Komödie                | Kaguya-sama: Love is War                                                                            | Aggretsuko S2 How Heavy Are the Dumbells You Lift? Isekai Quartet Kaguya-sama: Love is War My Roommate is a Cat Sarazanmai |

- Industry Icon Award: George Wada, Präsident von Wit Studio[7]